# Bovenveld
Bovenveld (Fries: Boppefjild) is een buurtschap in de gemeente Ooststellingwerf, in de Nederlandse provincie Friesland. Het ligt ten noordoosten van het dorp Donkerbroek, waaronder het ook formeel valt.
De buurtschap omvat aardig groot buitengebied van deze plaats. Naast de gelijknamige weg vallen ook de Stobbepoelweg, Molenweg, Steenpoelweg, Schansmeerweg en de Bovenweg onder de buurtschap. Die laatste loopt over het lintdorp Haule bij De Zwette. Soms wordt de Bovenweg tussen de Herenweg en De Zwette niet bij de buurtschap gerekend maar bij het dorp Donkerbroek zelf wegens de aansluiting met die Herenweg.
Aan de westkant van Bovenveld zijn de buurtschappen De Koelanden en Petersburg gelegen.